# Evert Hartman
Evert Anthonie Hartman (Dedemsvaart, 12 juli 1937 – Hoogeveen, 7 april 1994) was een Nederlandse schrijver. Grote bekendheid kreeg hij met zijn jeugdboeken, die vier keer bekroond werden met de prijs van de Nederlandse Kinderjury en één keer met de Europese Jeugdboekenprijs.

## Levensverhaal

### Biografie
Hartman werd geboren in Dedemsvaart en vond de gereformeerde religie waarmee hij opgroeide veel te strenge regels hebben. Hij is echter wel zijn leven lang gelovig gebleven. Hij verhuisde op zijn tiende met het gezin naar Kampen. Terwijl hij op de HBS zat, wist hij al dat hij schrijver wilde worden. Op zijn zestiende begon hij met het schrijven van korte verhalen die overigens niet uitgebracht werden. Na de HBS vervulde hij zijn militaire dienstplicht en vervolgens studeerde hij sociale geografie aan de Rijksuniversiteit Utrecht. Hij slaagde in 1965 voor zijn doctoraal examen.
Ondertussen was hij al aan het werk gegaan als leraar aardrijkskunde op een middelbare school in Hoogeveen. Hij bleef daar lesgeven tot 1992, toen hij zich helemaal op het schrijven toelegde. Hij was getrouwd en had twee zoons. In 1994 overleed hij op relatief jonge leeftijd.

### Auteur
Aanvankelijk schreef hij verschillende avonturenromans voor volwassenen, waaronder het oorlogboek Signalen in de nacht. Ook zijn jeugdboeken kenmerken zich door een spannende verhaallijn. Verder zet hij de lezer voor een keuze, voor trouw aan het gezag (zoals de ouders, de politiek of de medische wereld) of de keuze voor vrijheid. Het gevecht met het geweten speelt hier een belangrijke rol in en de wereld lijkt soms geheel gekant te zijn tegen de hoofdrolspeler(s). Vaak wordt er niettemin een oplossing gevonden. Daarbij laat hij in de regel beide kanten van het verhaal zien, terwijl wel duidelijk naar voren komt wat zijn eigen mening daarin is.
Lof krijgt hij voor de manier waarin hij een boek spannend en eenvoudig opbouwde. Anderzijds was er ook vaak genoeg kritiek, onder meer omdat sommigen hem te boodschapperig vonden. Op de kritiek dat hij karakters van de personages niet diep genoeg zou uitwerken, reageerde hij dat sommige recensenten jeugdboeken te snel vergelijken met boeken voor volwassenen.
Hartman wordt gezien als een van de beste Nederlandstalige auteurs. Zijn eerste echte jeugdboek, Oorlog zonder vrienden uit 1979, was meteen een succes. Dit boek gaat over een zoon van een NSB'er in de Tweede Wereldoorlog en leverde hem de Europese jeugdboekenprijs op. Ook won hij viermaal de prijs van de Nederlandse Kinderjury, onder meer voor het boek Vechten voor overmorgen en De vloek van Polyfemos
In 2012 is Oorlog zonder vrienden verfilmd door regisseur Johan Nijenhuis.